# Wereldkampioenschappen turnen 2007

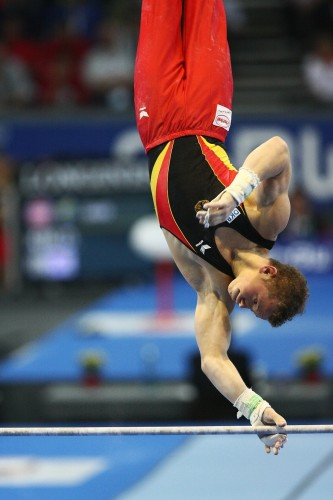
Fabian Hambüchen in actie op het WK 2007

De Wereldkampioenschappen turnen 2007 werden van 1 tot en met 9 september georganiseerd in het Duitse Stuttgart. Er werden zowel bij de mannen als bij de vrouwen titels verdeeld in de landenwedstrijd, in de individuele meerkamp en in de individuele toestelwedstrijden.
Bovendien waren er in Stuttgart tickets te verdienen voor de Olympische Zomerspelen 2008 in Peking.

## Wedstrijden
De 24 beste landen uit de landenwedstrijd, zowel bij de mannen als bij de vrouwen, van de wereldkampioenschappen in 2006 hadden startrecht bij de landenwedstrijd. Per land mogen zich maximaal drie gymnasten inschrijven voor de individuele toestelwedstrijden.
Omdat het om een pre-olympisch jaar gaat is de minimumleeftijd voor deelname aan de WK niet 16 maar wel 15 jaar. Aangezien er rekening werd gehouden met kalenderjaren ging het dus om gymnasten die geboren waren in het jaar 1992 of later.
De vrouwen turnden op sprong, brug met ongelijke liggers, evenwichtsbalk en vloer. De mannen turnen op vloer, paardvoltige, ringen, sprong, brug met gelijke liggers en rekstok.
Bij de kwalificatie van de landenwedstrijd bestonden de teams uit zes gymnasten, per toestel moesten vijf gymnasten naar keuze hun oefening uitvoeren, de beste vier scores telden voor het klassement. De beste acht teams plaatsten zich voor de finale. De beste vierentwintig individuele gymnasten, met een maximum van twee per land, plaatsten zich voor de individuele meerkampfinale.
In die finale van de landenwedstrijd kwamen drie atleten per land per toestel in actie, alle scores telden voor de eindstand in de landenwedstrijd. Het land dat aan het einde van de competitie het meeste punten had was wereldkampioen.
De beste acht gymnasten uit de kwalificaties per toestel plaatsten zich voor de individuele toestelfinale.

## Resultaten

### Landenwedstrijd

#### Mannen
| Rang   | Land | Gymnasten                                                                                             | Punten  |
| ------ | ---- | --- | ------- |
| Goud   | CHN  | Chen Yibing, Huang Xu, Fuliang Liang, Yang Wei, Xiao Qin, Kai Zou                                     | 281,900 |
| Zilver | JPN  | Hiroyuki Tomita, Shun Kuwahara, Takuya Nakase, Yosuke Hoshi, Hisashi Mizutori, Makoto Okiguchi        | 277,025 |
| Brons  | GER  | Fabian Hambüchen, Thomas Andergassen, Robert Juckel, Eugen Spiridonov, Marcel Nguyen, Philipp Boy     | 273,525 |
| 4      | USA  | Guillermo Alvarez, Alexander Artemev, Jonathan Horton, David Durante, Sean Golden, Kai Wen Tan        | 272,275 |
| 5      | KOR  | Tae-Young Yang, Soo Myun Kim, Ji Hoon Kim, Dae Eun Kim, Tae Seok Yang, Chul Won Yoo                   | 269,950 |
| 6      | ESP  | Rafael Martinez, Ivan San Miguel, Gervasio Deferr, Isaac Botella Perez, Sergio Muñoz, Manuel Carballo | 269,400 |
| 7      | RUS  | Sergei Khorokhordin, Maxim Deviatovski, Yury Ryazanov, Alexander Safoshkin, Nikolai Kryukov           | 269,200 |
| 8      | ROU  | Dorin Razvan Selariu, Ilie Daniel Popescu, Flavius Koczi, George Robert Stanescu, Cosmin Malita       | 267,750 |

#### Vrouwen
| Rang   | Land | Gymnasten | Punten  |
| ------ | ---- | --- | ------- |
| Goud   | USA  | Nastia Liukin, Alicia Sacramone, Shayla Worley, Shawn Johnson, Samantha Peszek                                      | 184,400 |
| Zilver | CHN  | Cheng Fei, Ning He, Yuyan Jiang, Sha Xiao, Yang Yilin, Li Shanshan                                                  | 183,450 |
| Brons  | ROU  | Cătălina Ponor, Sandra Izbașa, Steliana Nistor, Cerasela Patrascu, Daniela Druncea                                  | 178,100 |
| 4      | ITA  | Monica Bergamelli, Francesca Benolli, Vanessa Ferrari, Federica Macri, Lia Parolari, Silvia Zanolo                  | 175,450 |
| 5      | BRA  | Jade Barbosa, Ana Claudia Silva, Daiane Dos Santos, Daniele Hypolito, Lais Souza, Khiuani Dias                      | 175,125 |
| 6      | FRA  | Katheleen Lindor, Marine Petit, Laetitia Dugain, Cassy Vericel, Isabelle Severino, Pauline Morel                    | 173,600 |
| 7      | GBR  | Rebecca Downie, Hannah Clowes, Aisling Williams, Rebecca Wing, Marissa King                                         | 169,175 |
| 8      | RUS  | Jelena Zamolodchikova, Yulia Lozhecko, Svetlana Klyukina, Kristina Pravdina, Ksenia Semenova, Jekaterina Kramarenko | 164,525 |

### Individuele meerkamp
| Rang   | Land | Gymnast          | Punten |
| ------ | ---- | ---------------- | ------ |
| Goud   | CHN  | Yang Wei         | 93,675 |
| Zilver | GER  | Fabian Hambüchen | 92,200 |
| Brons  | JPN  | Hisashi Mizutori | 91,400 |
| 4      | USA  | Jonathan Horton  | 91,200 |
| 5      | KOR  | Dae Eun Kim      | 91,050 |
| 6      | ESP  | Rafael Martinez  | 91,025 |
| 7      | ROU  | Flavius Koczi    | 90,875 |
| 8      | CHN  | Fuliang Liang    | 90,850 |

| Rang   | Land | Gymnast         | Punten |
| ------ | ---- | --------------- | ------ |
| Goud   | USA  | Shawn Johnson   | 61,875 |
| Zilver | ROU  | Steliana Nistor | 60,625 |
| Brons  | BRA  | Jade Barbosa    | 60,550 |
| Brons  | ITA  | Vanessa Ferrari | 60,550 |
| 5      | USA  | Nastia Liukin   | 60,100 |
| 6      | CHN  | Yang Yilin      | 60,025 |
| 7      | CHN  | Sha Xiao        | 59,600 |
| 8      | RUS  | Yulia Lozhecko  | 59,250 |

### Individuele toestelfinales mannen

#### Vloer
| Rang   | Land | Gymnast            | Punten |
| ------ | ---- | ------------------ | ------ |
| Goud   | BRA  | Diego Hypolito     | 16,150 |
| Zilver | ESP  | Gervasio Deferr    | 15,950 |
| Brons  | JPN  | Hisashi Mizutori   | 15,650 |
| 4      | USA  | Guillermo Alvarez  | 15,600 |
| 5      | ISR  | Alexander Shatilov | 15,575 |
| 6      | CHN  | Kai Zou            | 15,550 |
| 7      | CHN  | Fuliang Liang      | 15,125 |
| 8      | JPN  | Makoto Okiguchi    | 14,925 |

#### Paardvoltige
| Rang   | Land | Gymnast           | Punten |
| ------ | ---- | ----------------- | ------ |
| Goud   | CHN  | Xiao Qin          | 16,300 |
| Zilver | HUN  | Krisztian Berki   | 15,700 |
| Brons  | GBR  | Louis Smith       | 15,600 |
| 4      | CHN  | Yang Wei          | 15,475 |
| 5      | JPN  | Hiroyuki Tomita   | 15,325 |
| 6      | USA  | Alexander Artemev | 15,175 |
| 7      | GBR  | Daniel Keatings   | 14,750 |
| 8      | BLR  | Alexei Ihnatovich | 14,700 |

#### Ringen
| Rang   | Land | Gymnast             | Punten |
| ------ | ---- | ------------------- | ------ |
| Goud   | CHN  | Chen Yibing         | 16,700 |
| Zilver | NED  | Yuri van Gelder     | 16,625 |
| Brons  | BUL  | Jordan Jovtchev     | 16,575 |
| 4      | USA  | Kai Wen Tan         | 16,325 |
| 5      | VEN  | Regulo Carmona      | 16,175 |
| 6      | CHN  | Yang Wei            | 16,150 |
| 7      | RUS  | Alexander Safoshkin | 16,075 |
| 8      | JPN  | Hiroyuki Tomita     | 15,925 |

#### Sprong
| Rang   | Land | Gymnast             | Punten |
| ------ | ---- | ------------------- | ------ |
| Goud   | POL  | Leszek Blanik       | 16,512 |
| Zilver | ROU  | Ilie Daniel Popescu | 16,500 |
| Brons  | PRK  | Se Gwang Ri         | 16,387 |
| 4      | PRK  | Jong Song Ri        | 16,362 |
| 5      | UKR  | Andriy Isayev       | 16,250 |
| 6      | GER  | Fabian Hambüchen    | 15,975 |
| 7      | ROU  | Flavius Koczi       | 15,825 |
| 8      | ESP  | Isaac Botella Perez | 15,387 |

#### Brug met gelijke liggers
| Rang  | Land | Gymnast         | Punten |
| ----- | ---- | --------------- | ------ |
| Goud  | SLO  | Mitja Petkovsek | 16,250 |
| Goud  | KOR  | Dae Eun Kim     | 16,250 |
| Brons | UZB  | Anton Fokin     | 16,200 |
| 4     | KOR  | Won Chul Yoo    | 15,975 |
| 5     | CHN  | Huang Xu        | 15,950 |
| 6     | CHN  | Yang Wei        | 15,900 |
| 7     | JPN  | Yosuke Hoshi    | 15,850 |
| 8     | FRA  | Yann Cocherat   | 15,350 |

#### Rekstok
| Rang   | Land | Gymnast          | Punten |
| ------ | ---- | ---------------- | ------ |
| Goud   | GER  | Fabian Hambüchen | 16,250 |
| Zilver | SLO  | Aljaz Pegan      | 15,825 |
| Brons  | JPN  | Hisashi Mizutori | 15,775 |
| 4      | NED  | Epke Zonderland  | 15,700 |
| 5      | NED  | Jeffrey Wammes   | 15,150 |
| 5      | ITA  | Enrico Pozzo     | 15,150 |
| 7      | GRE  | Vlasios Maras    | 14,275 |
| 8      | JPN  | Hiroyuki Tomita  | 13,300 |

### Individuele toestelfinales vrouwen

#### Sprong
| Rang   | Land | Gymnast              | Punten |
| ------ | ---- | -------------------- | ------ |
| Goud   | CHN  | Cheng Fei            | 15,937 |
| Zilver | PRK  | Su Jong Hong         | 15,812 |
| Brons  | USA  | Alicia Sacramone     | 15,412 |
| 4      | PRK  | Un Jong Hong         | 15,200 |
| 5      | BRA  | Jade Barbosa         | 15,162 |
| 6      | GER  | Oksana Tsjoesovitina | 14,687 |
| 7      | CZE  | Jana Komrskova       | 14,412 |
| 8      | RUS  | Elena Zamolodchikova | 13,875 |

#### Brug met ongelijke liggers
| Rang   | Land | Gymnast                 | Punten |
| ------ | ---- | ----------------------- | ------ |
| Goud   | RUS  | Ksenia Semenova         | 16,350 |
| Zilver | USA  | Nastia Liukin           | 16,300 |
| Brons  | CHN  | Yang Yilin              | 16,150 |
| 4      | GBR  | Elizabeth Tweddle       | 16,125 |
| 5      | GER  | Marie-Sophie Hindermann | 15,875 |
| 6      | ROU  | Steliana Nistor         | 15,800 |
| 7      | PRK  | Su Jong Hong            | 15,650 |
| 8      | ITA  | Vanessa Ferrari         | 14,700 |

#### Evenwichtsbalk
| Rang   | Land | Gymnast           | Punten |
| ------ | ---- | ----------------- | ------ |
| Goud   | USA  | Nastia Liukin     | 16,025 |
| Zilver | ROU  | Steliana Nistor   | 15,900 |
| Zilver | CHN  | Li Shanshan       | 15,900 |
| 4      | ROU  | Cătălina Ponor    | 15,700 |
| 5      | AUS  | Lauren Mitchell   | 15,425 |
| 6      | FRA  | Isabelle Severino | 14,675 |
| 7      | BRA  | Jade Barbosa      | 14,575 |
| 8      | USA  | Shawn Johnson     | 14,475 |

#### Vloer
| Rang   | Land | Gymnast              | Punten |
| ------ | ---- | -------------------- | ------ |
| Goud   | USA  | Shawn Johnson        | 15,250 |
| Zilver | USA  | Alicia Sacramone     | 15,225 |
| Brons  | FRA  | Cassy Vericel        | 15,125 |
| 4      | CHN  | Yuyan Jiang          | 15,100 |
| 5      | CHN  | Cheng Fei            | 15,075 |
| 6      | ITA  | Vanessa Ferrari      | 15,050 |
| 7      | GBR  | Elizabeth Tweddle    | 14,900 |
| 8      | ROU  | Sandra Raluca Izbasa | 14,525 |

1903 ·
1905 ·
1907 ·
1909 ·
1911 ·
1913 ·
1922 ·
1926 ·
1930 ·
1934 ·
1938 ·
1950 ·
1954 ·
1958 ·
1962 ·
1966 ·
1970 ·
1974 ·
1978 ·
1979 ·
1981 ·
1983 ·
1985 ·
1987 ·
1989 ·
1991 ·
1992 ·
1993 ·
1994 (individueel) ·
1994 (team) ·
1995 ·
1996 ·
1997 ·
1999 ·
2001 ·
2002 ·
2003 ·
2005 ·
2006 ·
2007 ·
2009 ·
2010 ·
2011 ·
2013 ·
2014 ·
2015 ·
2017 ·
2018 ·
2019 ·
2021 ·
2022 ·
2023